# 하유상
하유상(河有祥, 1928년 3월 25일~2017년 12월 25일)은 대한민국의 극작가이다. 본관은 진주. 충청남도 논산(論山)에서 태어났다. 원래 이름은 동렬(東烈)이다. 서라벌예대 중퇴 후 7년간 중학교 교사로 재직하고 1955년에 기자생활, 1957년에는 시나리오 작가협회 초대간사가 되었다. 극작가로서의 데뷔는 1956년 국립극장 제1회 장막 희곡 모집에 <딸들 자유연애를 구가하다>로 당선되었다. <젊은 세대의 백서(白書)>(1958), <죄와 벌>(1961), <미풍(微風)>(1961, 후에 희곡집으로 출간), <아리나의 승천(昇天)>(1963), <학 외다리로 서다> <어머니의 모습>(1964), <여성만세>(1965) 등 구세대와 신세대간의 갈등문제를 많이 다룬 사실주의 극작가이다. <수양대군> 등 많은 라디오 드라마와 시나리오 작품도 썼다. 문예지 <탐미문학>의 주간, 극단 '희극'의 대표, 국제PEN클럽 한국본부 이사, 한국문인협회 이사 등을 지냈다. 2017년 12월 25일 노환으로 사망했다.